# Brize Norton
Brize Norton is een civil parish in het bestuurlijke gebied West Oxfordshire, in het Engelse graafschap Oxfordshire met 938 inwoners.